# Miethal

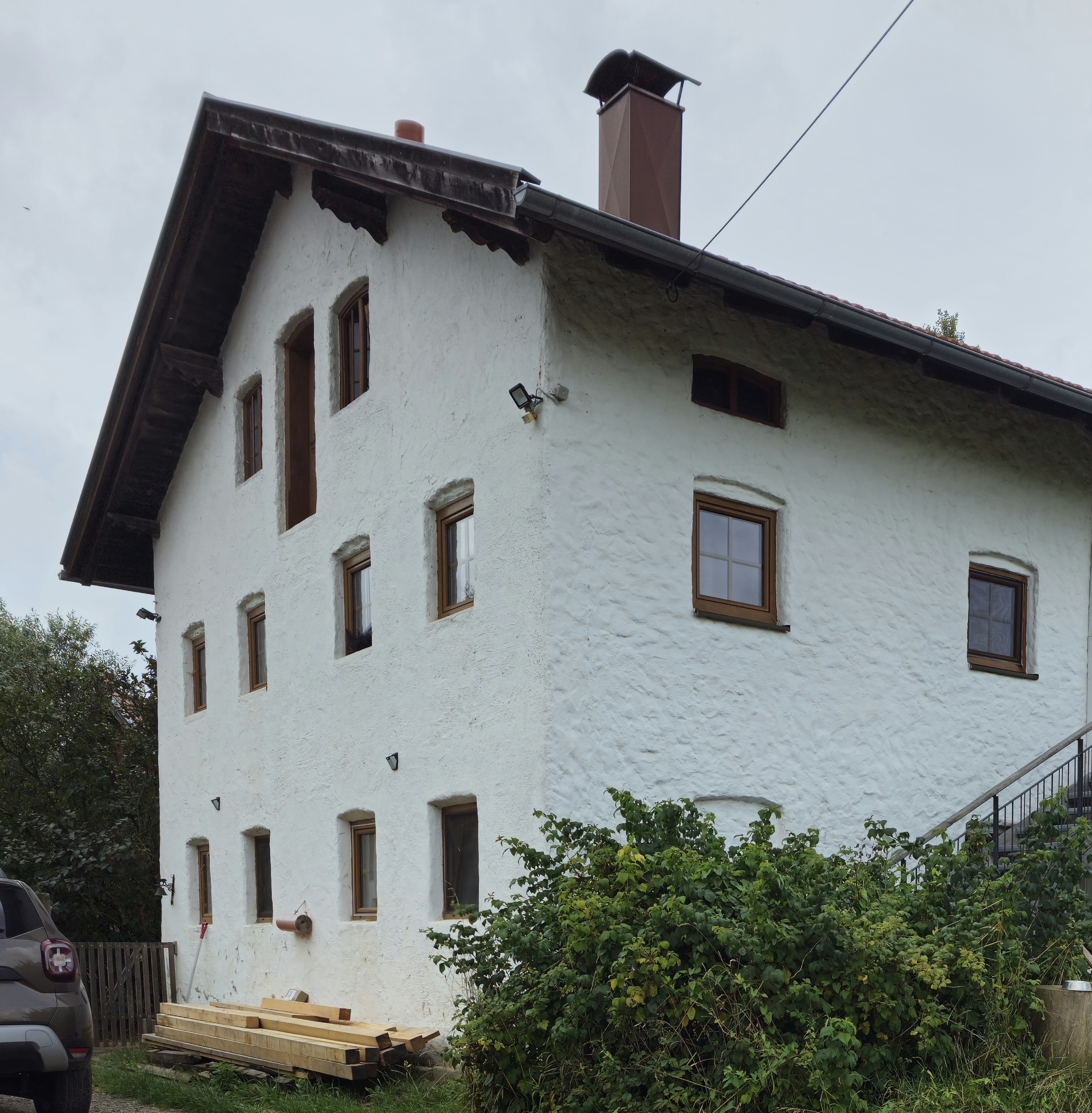
Miethal 1, 2023

Miethal ist ein Gemeindeteil des Marktes Velden im niederbayerischen Landkreis Landshut.

## Lage
Die Einöde Miethal liegt 4,3 Kilometer südlich von Velden an den Quellweihern des Nehalder Grabens, der in den Kothlehener Bach mündet. Sie gehörte früher zur Gemeinde Felizenzell, bis diese am 1. Mai 1978 nach Velden eingemeindet wurde.

## Bevölkerungsentwicklung
Um 1871 gab es in Miethal fünf Einwohner. In der Nachkriegszeit des Ersten Weltkriegs stieg die Bevölkerungszahl auf zwölf Einwohner an. Im Mai 1987 lebten dort sechs Einwohner in zwei Wohngebäuden.
| Jahr      | 1871 | 1925 | 1950 | 1970 | 1987 |
| Einwohner | 5    | 12   | 11   | 4    | 6    |